# 广西银荔足球俱乐部
广西银荔足球俱乐部成立于1994年，由广西壮族自治区代表队改组而成，当年称为广西华海足球俱乐部。1997年卖给安徽乐普生。
广西专业队始建于1958年， 1965年取得全运会第六名。1980年升入甲级，但次年又降回乙级。八十年代曾共建为“柳州开关厂队”（简称柳开）。1991年获广西银荔集团赞助获乙级联赛亚军。
1994年改名为广西华海队，当年降入乙级，1995年又再改为广西银荔。
1997年广西银荔队把乙级联赛资格带队员、教练一起以1560万出售到安徽，成立安徽乐普生足球俱乐部。